# Bremen (Kentucky)
Bremen è un comune degli Stati Uniti d'America, situato nello Stato del Kentucky, nella Contea di Muhlenberg.